# Vertrag von Björkö

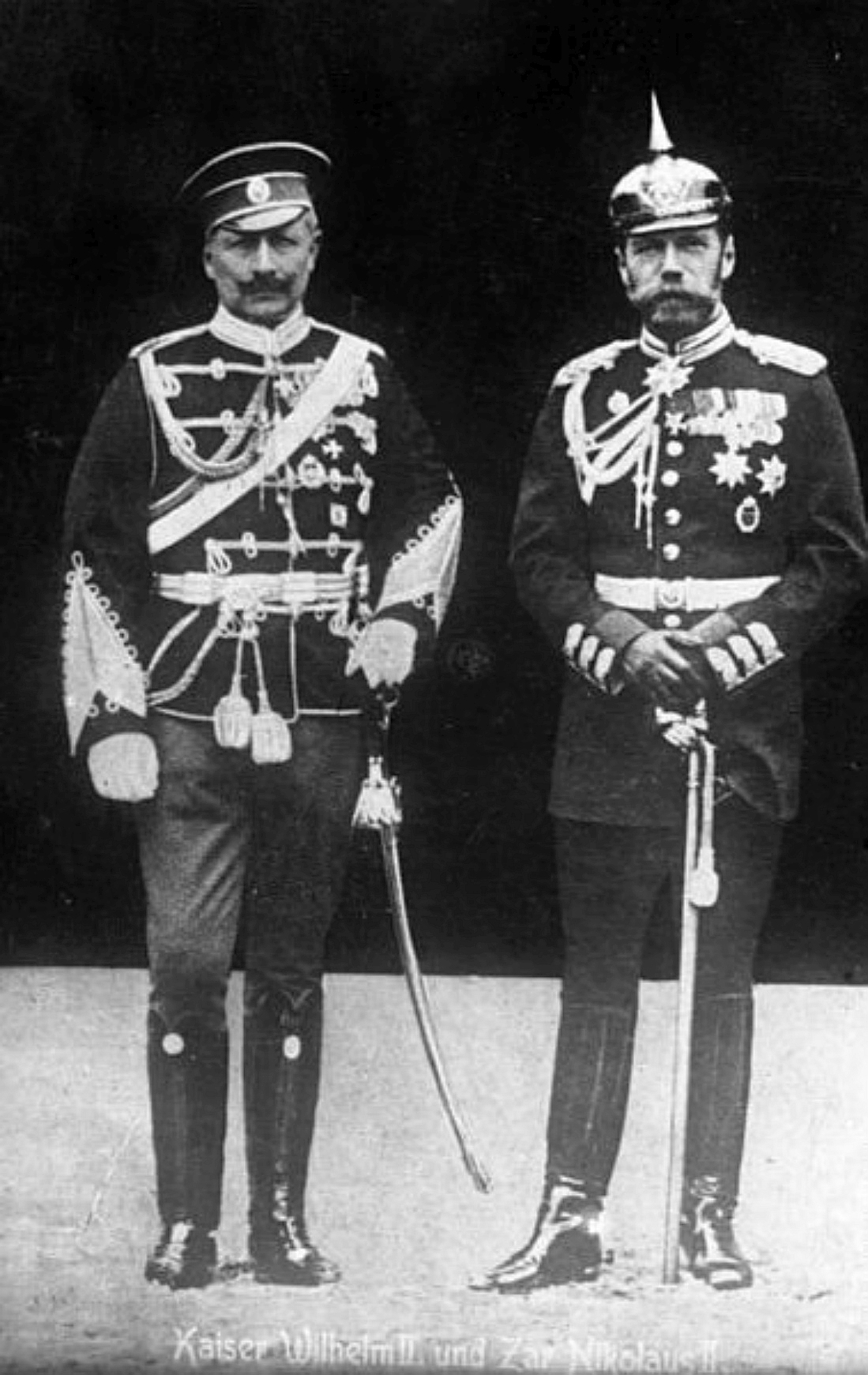
Wilhelm II. (links, in russischer Uniform) und Nikolaus II. (rechts, in preußischer Uniform) in Björkö 1905

Der Vertrag von Björkö war ein gegenseitiger Beistandspakt zwischen dem Deutschen Kaiserreich und Russland, den Kaiser Wilhelm II. und Zar Nikolaus II. am 24. Juli 1905 in Björkö (der schwedische Name von Primorsk, finnisch Koivisto) unterzeichneten. Er wurde aufgrund des Widerstands maßgeblicher politischer Kreise auf beiden Seiten nie ratifiziert, vor allem da er sich gegen bestehende Bündnisverpflichtungen zwischen Russland und Frankreich richtete. Der Vertrag sah gegenseitigen Beistand vor, falls einer der Partner von einer dritten europäischen Macht angegriffen wurde und sollte nach dem Friedensvertrag von Russland mit Japan in Kraft treten. Er sollte zunächst geheim gehalten werden und nur Frankreich nach Inkrafttreten bekanntgemacht werden.

## Vorgeschichte
Die Bemühungen von Wilhelm II. standen in Zusammenhang mit der 1904 geschlossenen Entente cordiale zwischen Frankreich und England bei gleichzeitigen Spannungen zwischen England und Russland im Russisch-Japanischen Krieg von 1904/05, die die Hoffnung erweckten, Russland auf die Seite des Deutschen Reichs zu ziehen. Die Niederlage Russlands in der Seeschlacht von Tsushima vom Mai 1905 lag nur einen Monat zurück und in der ersten Hälfte des Jahres 1905 war es in Russland zu Unruhen gekommen (Revolution von 1905, Meuterei auf der Potemkin im Juni). Der Zar war nicht zuletzt wegen des Doggerbank-Zwischenfalls sehr verärgert über England, das mit Japan in einem Bündnis (1902) gegen Russland stand, um seine Interessen in Asien abzusichern. Russland wiederum war seit 1894 in einer Allianz mit Frankreich (Französisch-Russische Allianz), die Russen waren aber enttäuscht, dass Frankreich ihnen im Russisch-Japanischen Krieg keine Waffenhilfe geleistet hatte. Deutschland hatte dagegen der russischen Flotte durch Kohlelieferungen erst das Auslaufen ermöglicht und damit den Unwillen Englands erregt. Zwischen Frankreich und Deutschland war es außerdem Anfang 1905 zu Spannungen in der Ersten Marokkokrise gekommen, verbunden mit einem Besuch des Kaisers auf seiner Yacht in Tanger im März 1905.
Im Juli 1905 traf der Kaiser mit seiner Yacht „Hohenzollern“ vor Björkö ein und traf sich mit dem Zaren, der auf seiner Yacht Polarstern war, auf der der Vertrag schließlich unterzeichnet werden sollte. Der Kaiser hatte sich schon seit längerem um einen Vertrag mit Russland bemüht und dem Zaren am 27. Oktober 1904 einen Vertragsentwurf übermitteln lassen, den er mit Reichskanzler von Bülow ausgearbeitet hatte. Im Juli 1905 sah der Kaiser aufgrund der politischen Entwicklung in Russland schließlich eine Chance, diesen zu verwirklichen.

## Vertragstext
Der Vertragstext lautete:

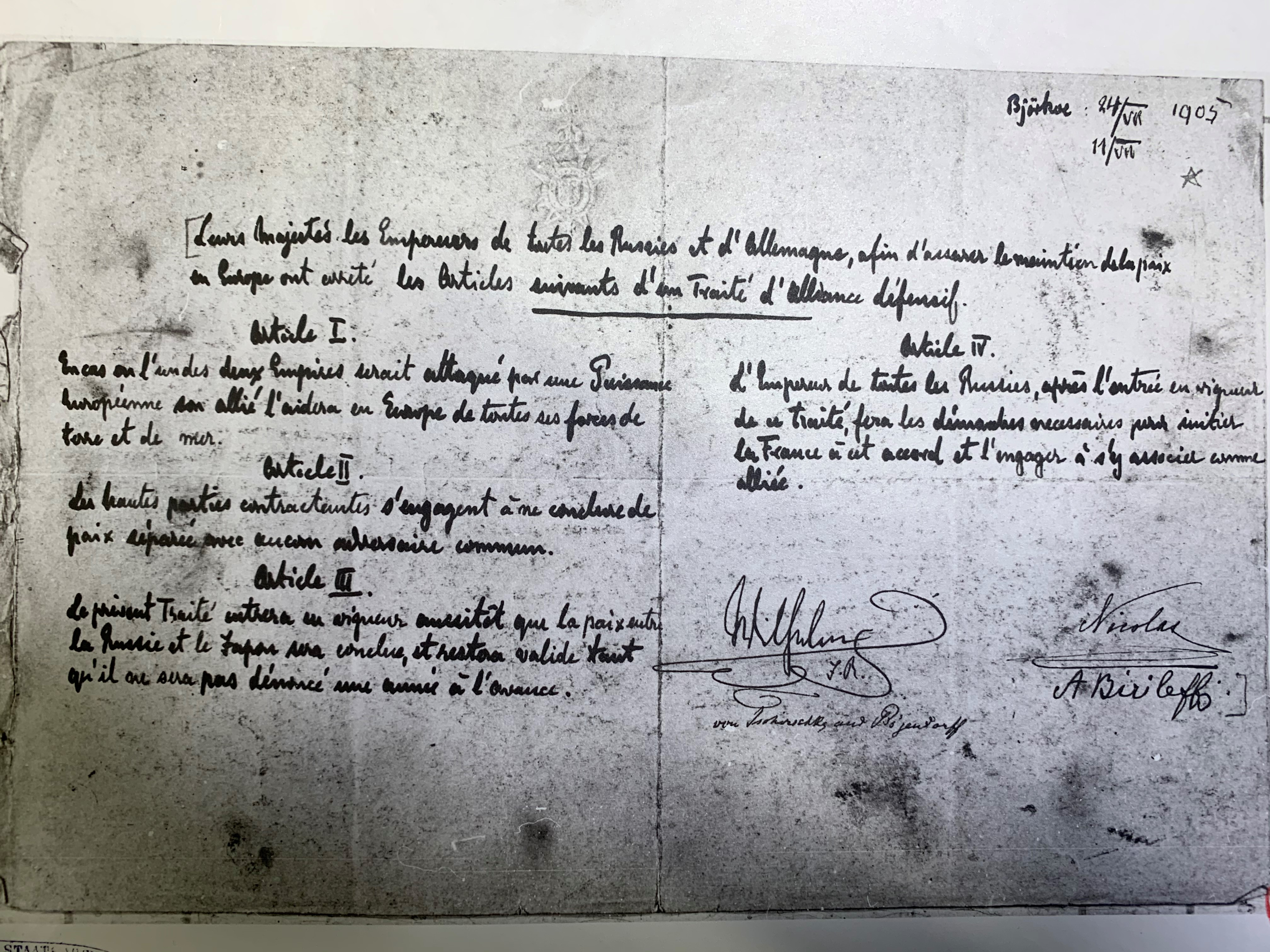
Vertrag von Björkö

Ihre Kaiserlichen Majestäten der Kaiser von Rußland einerseits und der Deutsche Kaiser andererseits vereinbarten, um den Frieden in Europa zu sichern, folgende Punkte eines Traktats über ein Schutz- und Trutzbündnis.
Punkt 1: Im Fälle eines Angriffes auf eines der beiden Reiche seitens einer europäischen Macht [in Europa] verpflichtet sich jeder Verbündete, mit allen seinen Land- und Seestreitkräften dem anderen Hilfe zu leisten.
Punkt 2: Die hohen vertragschließenden Parteien verpflichten sich, keinen Separatfrieden mit einem gemeinsamen Gegner zu schließen.
Punkt 3: Der gegenwärtige Vertrag erlangt seine Kraft von dem Augenblick an, an dem zwischen Rußland und Japan ein Frieden vereinbart sein wird, und er bleibt in Kraft, solange derselbe nicht mit einjähriger Frist gekündigt worden ist.
Punkt 4: Nachdem dieser Vertrag in Kraft getreten sein wird, unternimmt es der Kaiser aller Reußen, Frankreich mit seinem Inhalt bekannt zu machen und ihm den Vorschlag zu unterbreiten, sich dem Vertrage der Bundesgenossen anzuschließen.
Der Vertrag wurde vom Kaiser und Zaren sowie vom russischen Diplomaten Alexander Konstantinowitsch Benckendorff, dem deutschen Staatssekretär im Auswärtigen Amt Heinrich von Tschirschky und dem russischen Marineminister Alexei Alexejewitsch Biriljow (1844–1915) unterzeichnet.

## Folgen
Der Kaiser sah in seinem Erfolg göttliche Fügung walten, sein Kanzler Bernhard von Bülow lehnte den Vertrag allerdings – nach einigen Tagen Überlegung – ab und drohte mit Rücktritt, nachdem zuvor schon der Staatssekretär im Auswärtigen Amt Oswald von Richthofen darauf bestand, dem Kaiser eine Lehre zu erteilen. Insbesondere stieß sich von Bülow daran, dass der Vertrag nur auf Europa beschränkt war, eine Passage, die der Kaiser eigenmächtig eingefügt hatte (der sich einen Rohentwurf vorher von Bülow hatte absegnen lassen). Der Kaiser war von der Rücktrittsdrohung vollkommen überrascht (er sah einen Beistandspakt in Asien als unnötig an, da ein Angriff von Russland auf Indien seiner Meinung nach vollkommen illusorisch war) und war tief enttäuscht. In Russland wiederum gab es seit längerem eine starke pro-französische Fraktion, die den Zaren zwang vom Vertrag zurückzutreten, falls nicht Frankreich diesem beitreten würde. Insbesondere bestanden darauf der einflussreiche Staatsmann Sergei Juljewitsch Witte, der um dieselbe Zeit den Vertrag von Portsmouth zur Beendigung des Russisch-Japanischen Krieges aushandelte, und der Außenminister Wladimir Nikolajewitsch Graf Lamsdorf, die bei der Unterzeichnung nicht zugegen waren und nicht konsultiert worden waren (der Zar informierte Lamsdorf erst am 30. August bei einer Audienz und Witte wurde erst bei seiner Rückreise nach Russland mit Einverständnis des Zaren von Wilhelm II. informiert, den er am 27. September in Rominten traf). Der Zar bestand nun auf einer Zustimmung Frankreichs, die allerdings wirklichkeitsfremd war, auch wenn der Kaiser daran glaubte. Russland selbst war auf französisches Entgegenkommen angewiesen, da das Land nahe einem Staatsbankrott war und in Verhandlungen über die Aufnahme einer Anleihe in Höhe von über 2 Milliarden Franc von Frankreich war. Frankreich verlangte dafür Unterstützung in der Marokkokrise, die dann auch durch Russland erfolgte. Noch vor Ende des Jahres war der Vertrag von Björkö damit so gut wie erledigt.
Der Vertragsentwurf war trotz Geheimhaltungsklausel bald nach seiner Unterzeichnung auch in Paris und London bekannt und führte zu einer weiteren Annäherung beider Länder. 1907 kam es statt der vom Kaiser erhofften Annäherung an Russland zum Vorläufer der Triple Entente zwischen Russland, Frankreich und England im Vertrag von Sankt Petersburg, wobei es zunächst in erster Linie um die Entschärfung der englisch-russischen Konflikte in Zentralasien ging. Russland dagegen unterstützte auf der Algeciras-Konferenz 1906 die französisch-britische Position und trug zur weiteren Isolierung des Deutschen Reichs bei. Nach Roderick McLean markiert das gescheiterte Abkommen einen Wendepunkt: statt wie vom Kaiser erhofft zu einer deutschen Hegemonialstellung auf dem Kontinent zu führen und einem kontinentalen Block gegen England wurde die Grundlage einer zunehmenden Entfremdung zwischen Berlin und Sankt Petersburg gelegt, das sich fortsetzte mit der Verweigerung der Zustimmung des Kaisers zur Beteiligung deutscher Banken an einer internationalen Anleihe für Russland (1906) und sich weiter bis zum Ersten Weltkrieg kontinuierlich verschlechterte.
Öffentlich bekannt wurde der Vertragstext 1917 durch eine Veröffentlichung in der Zeitschrift Iswestija vom 29. Dezember.